# Бурсуків (заказник)
Бурсуків — орнітологічний заказник місцевого значення в Україні. Розташований на території Болехівської міської ради Івано-Франківської області, на північ від села Тисів.
Площа — 4 га, статус отриманий у 2004 році. Перебуває у віданні ДП «Болехівський держлісгосп» (Болехівське лісництво, кв. 29, вид. 6).